# Miguel Ângelo Ferreira de Castro
Miguel Ângelo Ferreira de Castro (São Sebastião da Pedreira, 10 de Outubro de 1984) é um futebolista português que joga habitualmente a defesa central. Atualmente joga no Olímpico do Montijo.
No início da época 2008/2009 assinou contrato com o Trofense, tendo no final da mesma assinado pelo Club Sport Marítimo.